# Energie-index
De energie-index is in Nederland een getal dat, aangeeft hoe energiezuinig een woning of gebouw is. Op basis van de energie-index kan eenvoudig het energielabel bepaald worden. De energie-index staat naast het vereenvoudigd energielabel (VEL) voor de woning.
Het energielabel bestaat sinds 4 januari 2003 voor de particuliere woning, en is verplicht conform de EPBD. Voor woningen was een energie-index verplicht.
De werkwijze voor het opstellen van een energielabel voor de particuliere woning is in de ISSO 82.1 vastgelegd. Deze werkwijze stuitte op veel weerstand in de markt. Op 21 november 2012 heeft de Tweede Kamer het voorstel voor de handhaving van het toentertijd geldende energielabel weggestemd. De motivatie hier voor was:
- Het is te duur
- te complex
- ongewenst in de private woningmarkt (die vanwege de crisis toch al op slot zat)

Vanuit Europa werd hard aangedrongen op actie in Nederland, om werk te maken met het energielabel. Er werd zelfs een sanctie in het vooruitzicht gesteld, als niet zou worden voldaan aan de EPBD. Op 3 juli 2014 heeft de Tweede Kamer ingestemd met het vereenvoudigd label voor de particuliere woning.
Het tot 31 december 2014 geldende energieprestatielabel wordt vanaf 1 januari 2015 alleen nog maar verplicht voor niet-particuliere of commerciële verhuurder, zoals woningcorporaties en beleggers. De particuliere woningeigenaar kan vanaf 1 januari zijn gegevens, om te komen tot een energielabel, verkrijgen via een site van de overheid waarop de gegevens kunnen worden gecontroleerd, aangepast en door een energielabeldeskundige gevalideerd. Na validatie van de aangepaste gegevens wordt door de overheid (in deze vertegenwoordigd door RVO.nl) automatisch een label verstrekt.